# He barrido el sol
«He barrido el Sol» es una canción del grupo musical chileno Los Tres, registrada en su primer disco de estudio Los Tres, de 1991, y que rápidamente se convirtió en un éxito radial. Siempre ha sido un tema musical esencial en todos los recitales de la banda, desde sus inicios hasta la actualidad.

## Legado
La canción es considerada un himno generacional de los 90 y de la música popular chilena, especialmente de aquella que se toca con "guitarras de palo" en las fiestas juveniles.[cita requerida]
Ha sido usada para muchos comerciales y propagandas.
Sus sonidos son netamente de Radio AM, con un romántico y nostálgico tono de voz, transporta a un ambiente antiguo años cincuenta o sesenta de rockabilly e incluso acordes de ranchera.  La guitarra, bajo, batería, acordeón y banjo son sus instrumentos.

## Video musical
El sencillo cuenta con un video musical en el que aparecen los cuatro integrantes de la banda tocando junto a un grupo de bailarinas.